# Germering
Germering est une ville allemande, située en Bavière, dans l'arrondissement de Fürstenfeldbruck.